# Duralumínio
Duralumínio é um conjunto de ligas metálicas de  forja de alumínio, cobre (1,5%-4,5%) e magnésio (0,45%-1,5%), assim  como manganês (0,6%-0,8%) e silício (0,5%-0,8%) como elementos secundários. Pertence à família das ligas metálicas alumínio-cobre (2000).
Os duralumínios apresentam uma elevada resistência mecânica a temperatura ambiente, entretanto, sua resistência a oxidação, soldabilidade e aptitude para a anodização são baixas. São empregados na indústria aeronáutica  e automobilística.
Amplamente utilizado em materiais (equipamentos) de montanhismo tais quais mosquetões, freios, etc.

Ao contrário do que muitos pensam, o nome Duralumínio não deriva de "Alumínio duro" e sim de Düren, cidade alemã onde foi descoberto, em 1906 pelo químico Alfred Wilm.

## Galeria
| | |                          |
| A primeira aeronave de produção em massa a fazer uso extensivo de duralumínio, o sesquiplano blindado Junkers J.I da Primeira Guerra Mundial. | Amostra de Duralumínio usado na construção do dirigível USS Akron da Marinha dos EUA fabricado pela Goodyear Aerospace, (Akron (Ohio). | Oxidação do duralumínio. |